# Skeppar Karls gränd

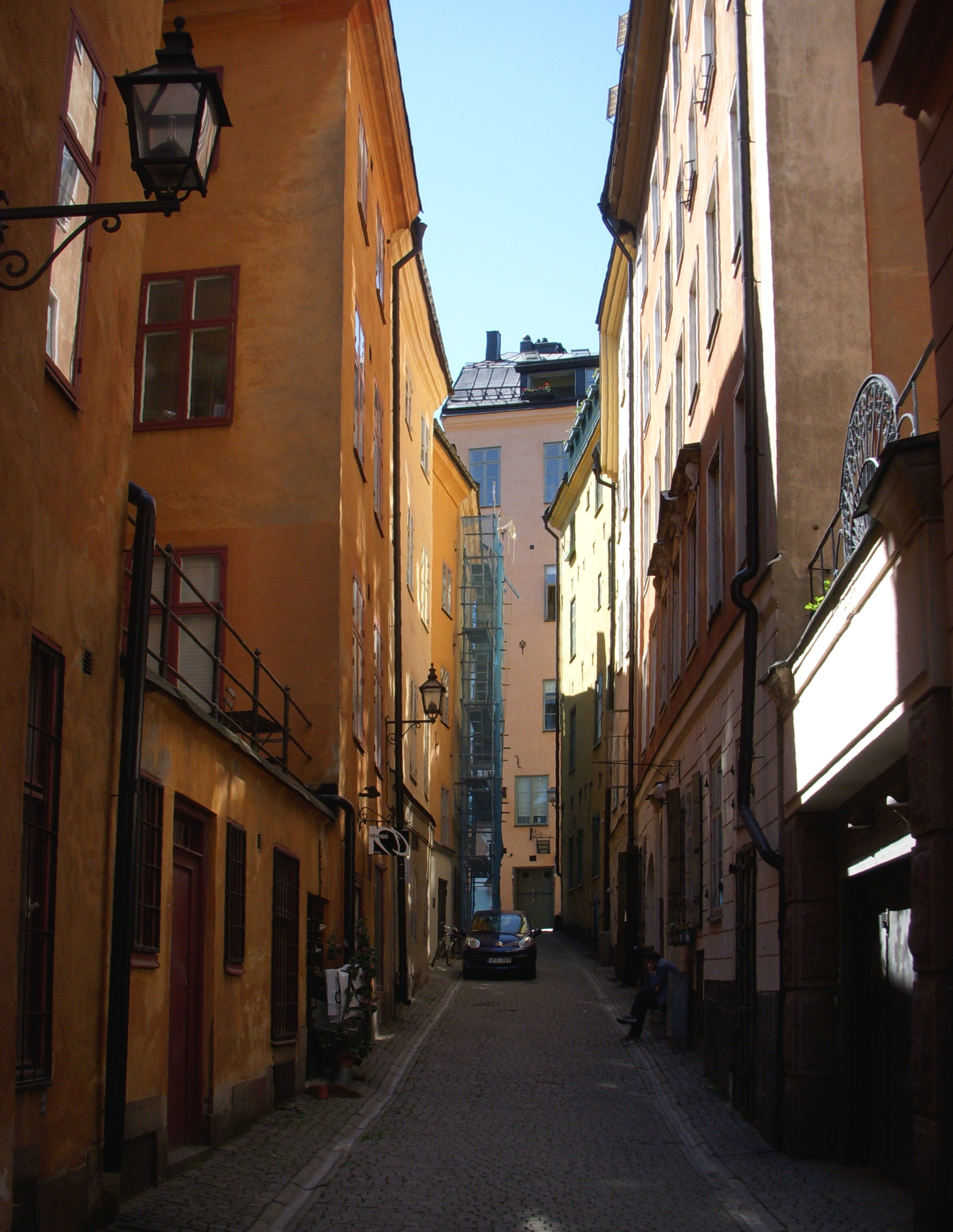
Skeppar Karls gränd mot väst

Skeppar Karls gränd är en gränd i östra delen av Gamla stan i Stockholm, som går från Österlånggatan till Skeppsbron.
Namnet finns redan 1564 som Skepper Karls grändh efter en skeppare Karl som ägde ett hus i denna gränd 1564. Gamla stans östra stadsmur gick rakt genom gränden och ett av tornen kallades 1581 för Skeppar Karls torn. På Skeppar Karls gränd, nere vid Skeppsbron ligger  Wittmarckska huset från 1652 och Sjöfartshuset från 1670.